# Colours in the Dark
Colours in the Dark é o quarto álbum de estúdio lançado pela cantora finlandesa Tarja Turunen, sendo o terceiro em sua carreira relacionado ao heavy metal. Foi lançado em 30 de agosto de 2013 na Europa e na América Latina e em 3 de setembro na América do Norte pela Edel Music, sendo o primeiro disco de inéditas da cantora lançado por este selo.
Assim como fez com seus álbuns anteriores, Tarja anunciou o título bem antes do lançamento, ainda durante o processo inicial de gravação, sendo que a composição havia começado muito tempo antes, quando a cantora ainda estava em turnê promovendo seu álbum anterior. Durante essa última turnê, a cantora apresentou duas canções novas como prévia, "Into the Sun" e "Never Enough", porém ambas acabaram lançadas no álbum ao vivo Act I: Live in Rosario, e apenas a segunda canção teve uma versão de estúdio lançada no álbum. O disco traz também uma versão da canção "Darkness", de Peter Gabriel.
Com "Colours in the Dark", Tarja recebeu ótimas avaliações de críticos especializados, unânimes em apontar que a cantora finalmente achou um estilo próprio e lançou um disco coeso e sólido, principalmente após ter recebido avaliações mistas por seus discos anteriores. Assim que foi lançado, ficou entre as dez primeiras colocações das paradas musicais de cinco países europeus, tendo sido o primeiro disco de Tarja listado pela UK Albums Chart, a principal para do Reino Unido, e também entrou no Top 20 de duas listas diferentes da Billboard americana. Em outubro de 2013, Tarja iniciou a Colours in the Dark World Tour, que vai durar até o primeiro semestre de 2015.

## Antecedentes e produção
Em 13 de janeiro de 2012, Tarja iniciou na República Checa a etapa final de sua turnê anterior, apresentando nesse concerto as canções "Into the Sun" e "Never Enough", segundo ela uma prévia de seu então futuro quarto álbum, que ela começara a compor na estrada. As canções foram apresentadas frequentemente nos próximos concertos da turnê, e por fim, foram lançadas no álbum ao vivo Act I: Live in Rosario, gravado na Argentina em março e lançado em agosto daquele ano. Nesse mesmo mês, Tarja a luz sua primeira filha, Naomi, uma gravidez mantida em segredo até o fim, só revelado depois que Tarja postou fotos dela e da criança em seu perfil no facebook. Poucos dias depois, Tarja enviou um comunicado para a imprensa e para seus fãs declarando que a recente maternidade não afetaria a produção de seu novo disco, confirmou que estava em sua casa de praia na ilha espanhola de Ibiza compondo canções ao lado de outros músicos, e por fim, revelou o nome do disco meses antes do lançamento, como havia feito com os anteriores, tendo tirado o título de uma das frases da canção "Until Silence".
Em seu blog, Tarja explicou que fazer esse álbum foi o ponto em que ela pôs em prática tudo o que havia aprendido com seus discos anteriores, baseada em todas as suas experiências positivas e negativas, e contou também que tendo passado por momentos difíceis no início de sua carreira solo serviu de inspiração principal para o conceito do álbum, sobre como todas cores estão contidas na escuridão, que absorve todas, sendo uma metáfora para o fato de que uma experiência negativa muitas vezes oferece capacidade para que muitas outras experiências positivas sejam criadas. Em dezembro de 2012, Tarja realizou sua tradicional turnê natalina de concertos clássicos na Finlândia e na Alemanha, e em janeiro finalmente começou as gravações para as novas canções.
Após o fim das gravações, Tarja viajou para a cidade de Austin, no estado americano do Texas, para o trabalho de edição e mixagem ao lado de Tim Palmer, e então viajou para a Finlândia para acompanhar a produção da arte de capa, criada por Dirk Rudolph.

## Lançamento
O vídeo com a letra oficial da canção Never Enough foi lançado em 31 de maio.  O vídeo foi filmado em Zlin, República Tcheca.  A canção também foi lançada como um single no iTunes.
O primeiro videoclipe para a música Victim of Ritual foi filmado em Berlim, Alemanha.  E lançado em 10 de Julho. Um vídeo no YouTube foi disponibilizado para degustação em 26 de Julho de 2013.
Em 12 de setembro de 2013 a Earmusic - Gravadora da Tarja - anunciou que o segundo single retirado do álbum será o 500 Letters. Ele seria lançado como um único CD estritamente limitado (e também para download) no final de outubro.

## Faixas
| Colours in the Dark (edição padrão) |                    |                                                                |         |  |
| N.º                                 | Título             | Compositor(es)                                                 | Duração |  |
| 1.                                  | "Victim of Ritual" | Mattias Lindblom, Anders Wollbeck, Tarja                       | 5:54    |  |
| 2.                                  | "500 Letters"      | Johnny Lee Andrews, Tarja                                      | 4:22    |  |
| 3.                                  | "Lucid Dreamer"    | Mattias Lindblom, Anders Wollbeck, Tarja                       | 7:28    |  |
| 4.                                  | "Never Enough"     | Johnny Lee Andrews, Tarja                                      | 5:20    |  |
| 5.                                  | "Mystique Voyage"  | Tarja                                                          | 7:14    |  |
| 6.                                  | "Darkness"         | Peter Gabriel                                                  | 5:38    |  |
| 7.                                  | "Deliverance"      | James Michael Dooley, Mattias Lindblom, Anders Wollbeck, Tarja | 7:27    |  |
| 8.                                  | "Neverlight"       | Jesper Strömblad, Mattias Lindblom, Anders Wollbeck, Tarja     | 4:33    |  |
| 9.                                  | "Until Silence"    | Marko Saaresto, Olli Tukiainen, Markus Kaarlonen, Tarja        | 5:03    |  |
| 10.                                 | "Medusa"           | Bart Hendrickson, Angela Heldmann, Tarja                       | 8:12    |  |

## Desempenho nas paradas
| País           | Parada (2010)                                                | Melhor posição |
| -------------- | ------------------------------------------------------------ | -------------- |
| Alemanha       | Media Control Charts                                         | 6              |
| Áustria        | IFPI Áustria                                                 | 14             |
| Bélgica        | Ultratop (Wallonia) Ultratop (Flanders)                      | 33 34          |
| Estados Unidos | Billboard's Top Heatseekers Billboard's Top Hard Rock Albums | 13 25          |
| Finlândia      | Mitä hittiä                                                  | 5              |
| França         | SNEP                                                         | 54             |
| Noruega        | VG-lista                                                     | 29             |
| Países Baixos  | MegaCharts                                                   | 29             |
| Polónia        | Polish Music Charts                                          | 8              |
| Reino Unido    | UK Rock Chart UK Albums Chart                                | 10 109         |
| Chéquia        | IFPI Česká Republika                                         | 7              |
| Rússia         | Russian Music Charts                                         | 5              |
| Suécia         | Svensktoppen                                                 | 53             |
| Suíça          | Swiss Music Charts                                           | 20             |

## Créditos
| - Tarja Turunen - Vocal principal e piano - Alex Scholpp e Julian Barrett - Guitarra - Kevin Chown e Doug Wimbish - Baixo - Christian Kretschmar - Teclado - Mike Terrana - Bateria e percussão - Max Lilja - Cello | - Justin Furstenfeld - Vocal masculino (em "Medusa") - Thomas Bloch - Gaita - Saro Danielian - Duduk - Caroline Lavelle - Cello |